# Титов, Фёдор Иванович (историк)
Фёдор Иванович Тито́в (1864, село Черкасское Поречное, Курская губерния — 20 декабря 1935, Белград) — русский православный церковный писатель и историк, протоиерей, профессор Киевской духовной академии. Белоэмигрант.
Главные труды Ф. И. Титова касались вопросов истории Русской православной церкви и её духовных школ, а также сектоведения. Титову также принадлежит биография архиепископа Феоктиста (Мочульского), основоположника русской библиографической герменевтики.

## Биография
Родился в 1864 году в селе Черкасское Поречное Суджанского уезда Курской губернии в семье священника.
В 1875—1880 годах обучался в Обоянском духовном училище, в 1880—1886 годах — в Курской духовной семинарии. После семинарии как один из лучших выпускников был рекомендован к поступлению в Киевскую духовную академию (КДА), которую окончил в 1890 году и где впоследствии преподавал русскую церковную историю.
В 1890 году защитил кандидатское сочинение на тему «Изложение содержания Первого Послания апостола Павла к Фессалоникийцам», написанное под руководством профессора С. М. Сольского. Был оставлен при Академии профессорским стипендиатом. 16 августа 1891 года назначен исполняющим обязанности доцента кафедры общей гражданской истории.
В 1893 году опубликовал монографию «Первое послание св. апостола Павла к Фессалоникийцам. Опыт исагогико-критико-экзегетического исследования». 13 октября 1893 года защитил эту работу как магистерскую диссертацию. 23 апреля 1894 года Святейший Синод утвердил его в звании магистра богословия, а 2 июля того же года — в звании доцента КДА. В январе 1897 года был переведен на кафедру истории Русской Церкви.
1 июля 1896 года был рукоположен во священника и назначен для служения в Андреевскую церковь города Киева. С 1905 года — протоиерей, настоятель Андреевской церкви. В 1901 году был назначен ответственным редактором неофициальной части «Киевских епархиальных ведомостей». 13 октября 1905 года за сочинение «Русская Православная Церковь в Польско-Литовском государстве» утвержден в звании доктора церковной истории и сверхштатного ординарного профессора КДА. В течение 1906 года пребывал в Особом присутствии Святейшего Синода. В 1909 году утвержден в звании штатного ординарного профессора.
К 300-летию Киевской духовной академии задумал издать биографических словарь, посвященный выпускниками КДА. В течение нескольких лет он вёл обширную переписку с теми, кто окончил Киевскую духовную академию. Работая над словарем, собрал чрезвычайно обширный материал, который, так и не дошёл до читателя.
В декабре 1915 года назначен членом комиссии по пересмотру положения об управлении областями Австро-Венгрии, занятыми во время войны. В августе 1916 года назначен представителем протопресвитера военного и морского духовенства в генерал-губернаторстве областей Австро-Венгрии, занятых русской армией во время войны. 19 октября 1916 года был утверждён в звании заслуженного ординарного профессора КДА.
В декабре 1917 года был избран депутатом I Всеукраинского Церковного Собора. В июле 1918 года на второй сессии Собора избран членом Высшего церковного совета. В декабре этого же года выехал из Киева в Одессу. В 1919 году эмигрировал в Константинополь. Оттуда перебрался в Белград. Осенью 1920 года стал ординарным профессором кафедры церковной истории и археологии богословского факультета Белградского университета.
Деятельного участия в церковной жизни русской эмиграции не принимал. Поддерживал дружеские связи с митрополитами Евлогием (Георгиевским) и Платоном (Рождественским). Критично высказывался о церковной деятельности митрополита Антония (Храповицкого).
Умер 20 декабря 1935 года, похоронен на русском кладбище в Белграде.
В ГПБ АН УССР хранятся архивные материалы, посвященные Ф. И. Титову.

## Награды
- В 1897 году за сочинение «Макарий Булгаков, митрополит Московский» получил полную Макариевскую премию.
- В 1914 году за сочинение «Русский царствующий дом Романовых в его отношениях к Киевской духовной академии. 1615—1913 гг.» получил наперсный крест из кабинета императора Николая II.
- Был награждён серебряной медалью в память императора Александра III (1895), орденом св. Станислава III степени (1895), орденом св. Анны III степени (1908), св. Анны II степени (1911), орденом св. Владимира IV степени (1914), орденом св. Владимира III степени (1916).

## Научные труды
- Титов Ф. И. Макарий (Булгаков), митрополит Московский и Коломенский. Историко-биографический очерк. Т. 1. Годы детства, образования и духовно-училищной службы м. Макария (1816—1857 гг.). — Киев: тип. Г. Т. Корчак-Новицкого, 1895. — [2], IV, V, 459 с., III, 1 л. портр. — Из журн. «Труды Киевской духовной академии» за 1895.
- Титов Ф. И. Макарий (Булгаков), архиепископ Харьковский и Ахтырский. (1859—1868 г.) : С кратким очерком всей жизни митрополита Макария: Историко-биографический очерк. — К.: Тип. Имп. ун-та св. Владимира, Н. Т. Корчак-Новицкого, 1897. — [2], II, XIV, 291, [1] с., 1 л. портр.
- Титов Ф. И. О современном состоянии русского сектантства, причинах происходящего в нём брожения и средствах для борьбы с сектантством, в связи с вопросом о сущности и причинах происхождения русского сектантства: (Актовая академическая речь). — Киев : тип. Имп. ун-та св. Владимира, Н. Т. Корчак-Новицкого, 1897. — 50 с. — Из журн. «Труды Киевской духовной академии» № 12 за 1897 г.
- Титов Ф. И. Михаил, митрополит Сербский. (1826—1898 г.). — К.: тип. Имп. ун-та св. Владимира, Н. Т. Корчак-Новицкого, 1898. — 57 с.
- Титов Ф. И. К вопросу о присоединении сиро-халдейских несториан к русской православной церкви. — К.: тип. И. И. Горбунова, 1900. — [2], 63 с.
- Титов Ф. И. Русское духовенство в Галиции: (Из наблюдений путешественника): Церковно-исторический очерк. — К.: тип. Имп. ун-та Св. Владимира О-ва печ. и изд. дела Н. Т. Корчак-Новицкого, 1903. — 132 с.
- Титов Ф. И. Западная Русь в борьбе за веру и народность в XVII—XVIII вв. (1654—1795 гг.). Т. 1. 2-я половина / Сост. проф. Киев. дух. акад., протоиерей Ф. И. Титов. — Киев : тип. С. В. Кульженко, 1905. — 275 с.
- Титов Ф. И. Русская православная церковь в Польско-Литовском государстве в XVII—XVIII вв. Т. 2. Киевская митрополия-епархия в XVII—XVIII вв. (1686—1797 гг.). Первая половина тома. Опыт церковно-исторического исследования. — К.: тип. Имп. ун-та Св. Владимира, 1905. — [4], III, 480 с., 3 л. портр.
- Титов Ф. И. Киевская академия в эпоху реформ (1796—1819 гг.). Вып. 1. — К.: типолитогр. И. И. Чоколова, 1910. — 47 с.
- Титов Ф. И. Очерки по истории русского книгописания и книгопечатания. Вып. 1. Русское книгописание XI—XVIII вв. — К.: тип. С. В. Кульженко, 1911. — [2], 46, [1] с., 26 л. факс. : 74 рис. — Отд. отт. из журн. «Искусство и печатное дело» за 1910 г.
- Титов Ф. И. Архиепископ Димитрий Ковальницкий: (Некролог). // Чтения в Церковно-историческом и археологическом обществе при Императорской Киевской духовной академии; вып. 12. — Киев : тип. АО «Петр Барский в Киеве», 1914. — [4], 220 с.
- Титов Ф. И. Типография Киево-Печерской лавры. Исторический очерк. (1606-1616-1916 гг.). Т. 1. (1606-1616-1721 гг.) / Сост. проф. протоиерей Федор Титов. — Киев : тип. Киево-Печер. Успен. лавры, 1916. — 506 с., 33 л. ил. : ил., портр. — Деф.: нет с. 320—321, ил. между с. 358—359.